# Имаклик (поселение)
Имаклик (эским. Имаӄлъиӄ, чук. Имэлин) — упразднённый посёлок на юге острова Ратманова (группа островов Диомида в Беринговом проливе).

## Топоним
Слово Имаӄлъиӄ на имаклинском диалекте эскимосского языка означает «морской», от имаӄ «море» + суффикс -лиӄ/-лъиӄ, который определяет пространственные признаки предмета: «окружённый морем» или «относящийся к морю».

## История
К XVIII веку на острове Ратманова в двух поселениях Имаклик и Кунга проживали около 400 человек.
Посёлок на момент конца Великой Отечественной войны был самым восточным населённым пунктом СССР. Он был расформирован во время Холодной войны по приказу Советского правительства. Жители, около 30 человек, большинство из которых были членами одной семьи, главой которой был мужчина по имени Агайегхак, были в 1948 году переселены в материковый эскимосский посёлок Наукан. Жители Наукана через 10 лет были также переселены в рамках политики «укрупнения» населённых пунктов.
Часть населения Имаклика до 1933 года переселились на находящийся в 4 км к востоку американский остров Крузенштерна.
В настоящее время территория посёлка находится в ведении Федеральной пограничной службы России.

## Климат
Климат поселения в целом похож на климат Уэлена. Возможны как оттепели до +10 градусов зимой, так и заморозки до −5 градусов летом. Средняя температура января −21 градус, июля +6 градусов.